# Hermann Achenbach (Chorleiter)
Hermann Achenbach (* 20. November 1899 in Straßburg; † 9. März 1982 in Tübingen) war ein deutscher Chorleiter, Gesangspädagoge, Konzertsänger und Lehrbeauftragter.

## Leben und Tätigkeit

### Ausbildung
Er war der Sohn des Straßburger Kaufmanns Ludwig Achenbach. Er besuchte die Volksschule und das Lehrerseminar in Straßburg und wechselte daraufhin an das Lehrerseminar in Nagold. Er war auch einige Zeit als Lehrer tätig.
Seine Musik- und Gesangsausbildung genoss er an der Musikhochschule in Stuttgart bei den Professoren Ludwig Feuerlein, Johannes Willy und Albrecht Thausing.

### Tübinger Kantatenchor
Im Versammlungsraum des Evangelischen Vereinshauses in Tübingen erfolgte im September 1947 auf Initiative von Hermann Achenbach die Gründung des Tübinger Kantatenchores, inzwischen Tübinger Bachchores. Er war langjährig der musikalische Leiter dieses Oratorien- und Konzertchores. Er sang dabei auch solistisch und trat bei Oratorien-, Kantaten- und Liederabenden als Konzertsänger (in den Stimmlagen Bariton und Bassbariton) auf.
Bereits im Gründungsjahr 1947 probte und führte er im Dezember das Weihnachtsoratorium von Johann Sebastian Bach im Festsaal der Neuen Aula der Tübinger Universität auf.
1948 folgte in der Stiftskirche Tübingen die Johannes-Passion von Bach, 1949 am selben Ort die Matthäus-Passion. 1951 leitete er an vier verschiedenen Orten die Aufführung der Bach‘schen h-Moll-Messe. Es waren dies Aufführungen an der Pauluskirche in Heidenheim, an der Christuskirche in Reutlingen, an der Martinskirche in Kirchheim unter Teck und an der Stiftskirche Tübingen.
Achenbach erhielt mit seinem Tübinger Kantatenchor regelmäßig Einladungen zu Konzerten im Süddeutschen Raum, aber auch in die Schweiz (Tonhalle Zürich, Schaffhausen) und nach Frankreich (Aix-en-Provence, Avignon, Besançon, Clermont-Ferrand, Lyon, Montpellier, Mulhouse, Paris, Straßburg u. a.).
Achenbach konnte bis kurze Zeit vor seinem Tode „seinen“ Chor noch betreuen. Nach seinem Tod 1982 sang der Chor erstmals das Requiem von Wolfgang Amadeus Mozart.

### Liedinterpret
Achenbach selbst weitete seinen Radius und beschäftigte sich gründlich mit dem Kunstlied. Sein Interesse galt vor allem den Liederzyklen von Franz Schubert. Er verstand sich selbst immer als einen Konzertsänger.

### Musikpädagoge und Hochschullehrer
Zudem war Hermann Achenbach Lehrbeauftragter an den Musikhochschulen in Stuttgart und in Graz. Bei der Musikhochschule Graz handelt es sich um die von den Nationalsozialisten nach der Machtergreifung in Österreich eingerichteten Hochschule für Musikerziehung in Graz-Eggenberg, die bis 1944 in Betrieb war und wo Achenbach eine Dozentur innehatte.

## Rolle im Nationalsozialismus
Neben seiner Tätigkeit als Dozent an der NS-Hochschule für Musikerziehung in Graz-Eggenberg, trat Achenbach während des Zweiten Weltkriegs regelmäßig als Sänger auf. So gab er im Mai 1943 einen Liederabend im Konzerthaus Wien oder war einer der Solisten der von Felix Oberborbeck geleiteten „Serenade“ des Steirischen Musikschulwerks in Graz. Laut Entnazifizierungsakte von Felix Oberborbeck, dem ehemaligen Leiter NS-Hochschule für Musikerziehung in Graz-Eggenberg und NSDAP-Parteimitglied seit 1933, sei auch Achenbach seit 1939 Mitglied der NSDAP gewesen.

## Kontakte zu NS-Musikfunktionären nach 1945
Zu Felix Oberborbeck hielt Achenbach auch nach 1945 engen Kontakt. An Treffen früherer Dozenten und Studierender der Grazer NS-Hochschule (darunter auch viele ehemalige NS-Musikfunktionäre wie Bernd Poieß, Franz Bösken oder Wolfgang Stumme, allesamt Mitglieder der NSDAP) nahm Achenbach regelmäßig teil, so etwa Ostern 1964 in Barr oder 1965 in St. Martin bei Graz. Dass Oberborbeck die Rundbriefe an Ehemalige, die sogenannten Eggenberger Chroniken, beginnend ab dem Herbst 1945 bis Anfang der 1970er Jahre herstellen und verschicken konnte, lag auch an Spendern wie Hermann Achenbach.

## Ehrungen
- 1949: Verleihung des Professoren-Titels anlässlich seines 50. Geburtstages
- 1974: Tübinger Bürgermedaille[11]
- 1979: Bundesverdienstkreuz am Bande